# Gretl Schörg
Gretl Schörg (* 17. Jänner 1914 in Wien, Österreich-Ungarn; † 4. Jänner 2006 ebenda; eigentlich Margarete Schörg) war eine österreichische Operettensängerin und Schauspielerin. Schörg spielte am Wiener Raimundtheater, an der Volksoper, in den Wiener Kammerspielen und am Theater in der Josefstadt.

## Leben

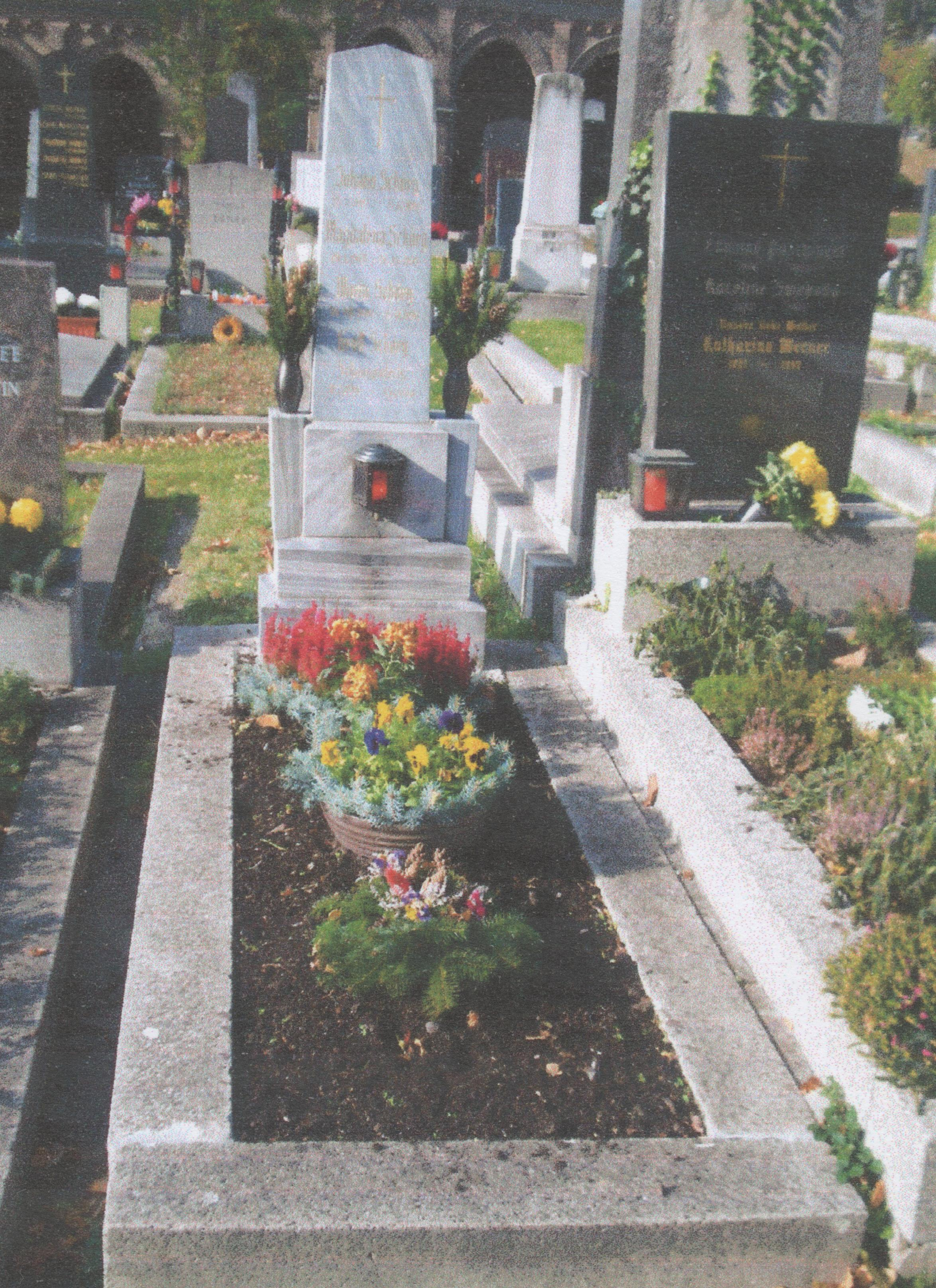
Grabstätte von Gretl Schörg

Schörg erlernte nach einer Gesangsausbildung zunächst den Beruf der Stenotypistin; ab 1932/33 arbeitete sie als Fotomodell Grete Schörg (Lerchengasse 30, Wien-Josefstadt). Im Strandbad Klosterneuburg wurde sie im Juli 1933 bei der  Wahl zur Donaukönigin (u. a. neben der zwei Jahre jüngeren Hertha Feiler) zu einer der Donauprinzessinen gekürt. 1934 nahm Grete Schörg im Hotel Imperial (Wien) an einer Talentsuche für den Film teil, an der Gesangs- wie Tanzvortrag von prominentesten Jurymitgliedern bewertet wurden, und erreichte mit sieben von zehn Stimmen den dritten Rang.
Ab Mitte der 1930er Jahre hatte Gretl Schörg erfolgreiche Auftritte in Unterhaltungsrevuen, insbesondere in den Programmen von Artur Kaps (1912–1974): Die 1933 entstandene (Moulin-Rouge-)Revue Wir senden Liebe soll zur Zeit ihrer Aufführung im vorstädtischen Theater-Varieté Colosseum (1935) bereits von 150.000 Besuchern gesehen worden sein. Mit der Kaps-Revue Alles fürs Herz wurde sie durch Gastspiele nicht nur in den westlichen Bundesländern bekannt, 1936 konnte das Ensemble um Artur Kaps als Wiener Spielzeugschachtel in Düsseldorf die tausendste Aufführung feiern. 1936/37 folgten Gastspiele in Holland und danach für vier Wochen in London. Auftritte zu jener Zeit hatte sie auch bei Karl Farkas (1893–1971) im Simpl (Wien).
Ab Ende 1937 stellten sich Rollen an bedeutenden Bühnen ein: in Wien, Karlsbad, Mährisch-Ostrau und Marienbad. Mit einer Rolle im Singspiel Das Dreimäderlhaus wurde auch ihre Stimme entdeckt. Sie sang mehrere Operetten am Stadttheater Aussig. Im Jahr 1940 ging Schörg ans Metropol-Theater in Berlin, wo sie etwa die Fritzi in Schmidseders Frauen im Metropol verkörperte. Während des Zweiten Weltkrieges spielte sie auch kleinere Filmrollen. Schörg stand 1944 in der Gottbegnadeten-Liste des Reichsministeriums für Volksaufklärung und Propaganda.
Nach Kriegsende wurde sie als Filmpartnerin von Johannes Heesters und Romy Schneider bekannt. Seit 1947 lebte sie wieder in Wien und trat dort unter anderem an der Volksoper, aber auch im deutschsprachigen Ausland auf. In der ersten Hälfte der 1950er Jahre war sie in etlichen Operettenproduktionen des WDR Köln unter Franz Marszalek zu hören. Seltener war sie auch als Sprecherin bei Hörspielen zu hören, wie 1959 in einem der berühmten Paul-Temple-Hörspielen von Francis Durbridge, nämlich in Paul Temple und der Fall Spencer.
Aus gesundheitlichen Gründen schränkte Gretl Schörg ihre Tätigkeiten Anfang der 1960er Jahre ein und beendete Anfang der 1970er Jahre ihre Karriere. Sie lebte zurückgezogen in Wien, wo sie 2006 starb. Ihre ehrenhalber gewidmete Grabstätte befindet sich auf dem Hernalser Friedhof (Gruppe E, Nummer 129). Bei der Wiener Friedhofsverwaltung ist sie jedoch als Margarete Pfreimer eingetragen.
Im April 2004 wurde ihr das Österreichische Ehrenkreuz für Wissenschaft und Kunst I. Klasse verliehen.
2016 wurde im 21. Wiener Gemeindebezirk Floridsdorf der Gretl-Schörg-Weg nach ihr benannt.

## Filmografie (Auswahl)
- 1943: Kollege kommt gleich
- 1943: Herr Sanders lebt gefährlich
- 1944: Der Mann, dem man den Namen stahl
- 1944/48: Intimitäten
- 1944/50: Verlobte Leute
- 1949: Märchen vom Glück
- 1950: Dieser Mann gehört mir
- 1950: Eine Nacht im Séparée
- 1950: Gruß und Kuß aus der Wachau
- 1950: Hochzeitsnacht im Paradies
- 1950: Schwarzwaldmädel
- 1951: Der blaue Stern des Südens
- 1951: Weh’ dem, der liebt!
- 1952: Saison in Salzburg
- 1953: Fiakermilli – Liebling von Wien (Die Fiakermilli)
- 1953: Der Feldherrnhügel
- 1953: Heimlich, still und leise
- 1953: Hab’ ich nur Deine Liebe
- 1953: Lavendel – eine ganz unmoralische Geschichte (Lavendel)
- 1955: Die Deutschmeister
- 1955: Die spanische Fliege
- 1955: Bel Ami
- 1955: Seine Tochter ist der Peter
- 1956: Auf Wiedersehn am Bodensee
- 1956: K. u. K. Feldmarschall
- 1958: Meine 99 Bräute
- 1959: Geliebte Bestie
- 1959: Jacqueline
- 1961: Im schwarzen Rößl
- 1961: Vor Jungfrauen wird gewarnt
- 1962: Straße der Verheißung
- 1965: Donaugeschichten, Staffel 1, Episode 5 – W.M. und die Sehnsucht
- 1966: Ganovenehre
- 1967: Polizeifunk ruft – Der schnelle Schlitten
- 1969: Donnerwetter! Donnerwetter! Bonifatius Kiesewetter
- 1970: Unsere Pauker gehen in die Luft
- 1971: Immer die verflixten Weiber
- 1971: Komische Geschichten mit Georg Thomalla
- 1971: Die tollen Tanten schlagen zu
- 1972: Kinderarzt Dr. Fröhlich
- 1972: Meine Tochter – deine Tochter
- 1973: Der Kommissar, Episode 62 – Ein Funken in der Kälte
- 1974: Tatort: Mord im Ministerium
- 1975: Change
- 1977: Derrick: Das Kuckucksei
- 1985: Alte Gauner – Gesegnete Mahlzeit